# Leo Vandekerckhove
Leo Vandekerckhove (Zwevezele, 6 augustus 1894 - Brugge, 12 augustus 1986) was een Belgische kunstschilder, fotograaf en oorlogsburgemeester van de gemeente Oostkamp.

## Levensloop
Hij was een zoon van de varkens- en wildhandelaar Adolf Vandekerckhove en van Louisa Muylaert (1855-1934).
Vanaf 1907 volgde Vandekerckhove de lessen aan de stedelijke kunstacademie van Tielt.
In 1914 opgeroepen in het Belgisch leger, liep hij in 1916 een zware hersenschudding op aan het front en werd hij geëvacueerd naar Parijs. Hij kon er gedurende drie jaar de lessen volgen aan de École des Beaux-Arts.
In 1919 vestigde hij zich in Brussel als opwerker en corrector van foto's. Hij volgde er lessen aan de Koninklijke Academie voor Schone Kunsten van Brussel. In 1926 keerde hij naar Zwevezele terug, waar zijn vrouw in 1931 overleed. In 1932, na hertrouwd te zijn, verhuisde hij met het gezin naar Oostkamp en werkte er als fotograaf en decorateur.
Na de Tweede Wereldoorlog werkte hij in Brugge als huis- en decorschilder. Hij ging wonen in het ouderlijk huis van zijn tweede vrouw, Den Helm in de Pottenmakersstraat, nummer 26.

## Familie
Vandekerckhove trouwde in 1919 met de Française Yvonne Debaere (1899-1931) bij wie hij drie kinderen kreeg. Hij hertrouwde in 1932 met de onderwijzeres Marie-Thérèse Hoeman (1904-2003) bij wie hij eveneens drie kinderen kreeg.
Naast een zoon die het schildersbedrijf voortzette, had hij een dochter, Rita Vandekerckhove, die beeldhouwster werd en zich in Brugge vestigde.

## Oorlogsburgemeester
Vandekerckhove stapte in de collaboratie tijdens de Tweede Wereldoorlog en werd in 1942 tot burgemeester van Oostkamp benoemd, wat hij bleef tot aan de bevrijding.
Van september 1944 tot december 1945 was hij gedetineerd in het gevangenenkamp van Sint-Kruis bij Brugge. Hij maakte er honderden schetsen die hij de titel gaf van Cyclus Sint-Kruis.

## Kunstschilder
Terwijl hij zich na de Tweede Wereldoorlog als aannemer van schilderwerk vestigde, begon hij opnieuw het kunstschilderen te beoefenen. Weldra wijdde hij zich hieraan voltijds.
Zijn stijl was impressionistisch en expressionistisch, volgens de inspiratie en de thema's. Aanvankelijk schilderde hij landschappen, trouwe weergaven van de werkelijkheid. Hij breidde weldra zijn thema's uit tot zeegezichten, stillevens en interieurs, vissers- en boerenfiguren, boerentaferelen en Brugse volksfiguren, en academische portretten.
De vakanties die hij doorbracht in Villefranche-sur-Mer deden hem evolueren naar impressionistische, zonovergoten vergezichten. Een zwaar verkeersongeval in 1971 maakte dat het schilderen hem moeilijker werd, maar niettemin hernam hij het penseel. Nog meer dan tien jaar bleef hij, in zijn eigen stijl, talrijke werken produceren.
Vandekerckhove was lid van
- de Kring Hedendaagsche Kunst,
- de Westvlaamse Kunstkring,
- de Kring 46.